# Aldrich Bailey
Aldrich Bailey (* 6. Februar 1994 in Dallas) ist ein US-amerikanischer Sprinter. 2012 schloss er die Mansfield Timberview High School in Arlington, Texas ab und begann an der Texas A&M University zu studieren.
Am 28. April 2012 brach Bailey den amerikanischen High School Rekord über die 400-Meter-Distanz, der zuvor von Calvin Harrison gehalten wurde. Dieser Rekord wurde von Harrison 1993 aufgestellt.
Bailey war Mitglied des amerikanischen Staffelteams, welches an den Juniorenweltmeisterschaften 2011 einen neuen Juniorenweltrekord aufstellte. Er nahm auch am 200-Meter-Rennen teil, bei dem er den sechsten Platz erreichte.